# Program Mercury
Program Mercury (či také Projekt Mercury) byl první americký pilotovaný kosmický program, který měl za cíl dopravit člověka na oběžnou dráhu Země a bezpečně ho navrátit zpět. Program probíhal v letech 1958 až 1963. Prvotní plánování a vývoj kosmické lodi Mercury probíhal pod dohledem organizace NACA, později pod nově vzniklou nástupnickou organizací NASA. Název programu pochází z římské mytologie – bůh Merkur často představoval symbol rychlosti.
Celkové náklady Programu Mercury dosáhly částky 1,5 mld. USD.

## Kosmická loď
Kosmická loď poskytovala minimální vnitřní prostor pro usazení jednoho astronauta. Vnitřní ovládací prvky tvořilo více než 55 elektrických přepínačů, 30 vícepolohových jističů, 35 mechanických víceúrovňových přepínačů a dalšího vybavení. Za letu se počítalo s automatickým řízením prováděným za asistence pozemních stanic, s téměř nulovou potřebou zásahů astronauta. Automatizované systémy však byly velice poruchové a proto se později přítomnost astronautů ukázala jako rozhodující pro zdárné ukončení hned několika misí.
Tělo lodi mělo kuželovitý tvar. Na tupém konci byl umístěn tepelný štít, který zabezpečoval bezpečný průlet atmosférou při návratu na Zemi. Při návratu musel odolat teplotám přesahujícím 1600 °C. Původně byl štít vyroben z ušlechtilého berylia, ale pro vysokou cenu a technologickou náročnost byl později nahrazen lehčím štítem z
fenolové pryskyřice. Ta se prudkým žárem odpařovala a tím ochlazovala a chránila zbytek kosmické lodi. Dvojitý plášť lodi byl vyroben z plechu titanové slitiny o tloušťce 0,25 mm. Zvláště tepelně exponovaná místa pak byla pokryta slitinou Rene-41 a beryliovými pláty. Na boku lodi byl malý vstupní průlez, který byl po přistání odhazován 70 pyrošrouby. Pro pozorování vnějšího dění byla loď vybavena dvěma okénky a na oběžné dráze dále navigačním periskopem.
Mezi další systémy lodi pak patřil systém dodávky elektrické energie využívající několika baterií s úhrnnou kapacitou 10,5 kWh a systém zabezpečení životních podmínek. Ten zásoboval astronautův skafandr čistým kyslíkem o tlaku 0,3 atm a zajišťoval vhodné hodnoty teploty a vlhkosti pro „přežití“ astronauta a palubních přístrojů.
V průběhu počátečních fází letu byla ke kabině připevněna věžička s raketovým záchranným systémem. Ten by v případě selhání nosné rakety oddělil vlastní kabinu a umožnil její dopravu do bezpečné vzdálenosti od rakety. Kabina by poté přistála s pomocí padákového systému, podobně jako při návratu z kosmického letu. Raketa záchranného systému dosahovala tahu 231 kN po dobu 1 s. V případě správné činnosti nosné rakety byl záchranný systém v pokročilé fázi letu odstřelován pomocí pomocného raketového motorku o tahu 3,6 kN.
Po navedení kosmické lodi na oběžnou nebo suborbitální dráhu docházelo k oddělení od rakety s pomocí tří malých oddělovacích (posigrádních) raket o tahu 1,8 kN.
Samotná kabina nemohla provádět orbitální manévry. Byla vybavena jen systémem kontrolních trysek (RCS) určených ke změnám orientace vůči Zemi před vlastním přistáním. RCS systém umožňoval jen jednoduché změny polohy (klopení, bočení, rotace). Kontrolní trysky byly pro větší spolehlivost zastoupeny zdvojeně pro automatizovaný/manuální okruh řízení. Rovněž nádrže pohonné látky, peroxidu vodíku, byly zdvojeny.
Pro zajištění návratu zpět na Zemi byla loď vybavena třemi brzdnými (retrográdními) raketami na pevné palivo. Ty při tahu 4,5 kN po dobu 10 sekund snížily orbitální rychlost na dostatečnou hodnotu vhodnou pro přistání. Pro snížení nárazu byly rakety zapalovány postupně po jedné v pětisekundových intervalech. Pro úspěšné přistání postačovala spolehlivá činnost dvou ze tří raket. Prázdný obal brzdných raket byl před vlastním vstupem do atmosféry odhazován od lodi.
Vlastní přistání na vodní hladinu pak zajišťoval zdvojený padákový systém sestávající ze stabilizačního padáčku o průměru 1,8 m, vypouštěného ve výši 6,4 km, a pak hlavního nosného padáku o průměru 20 m, vypouštěného ve výšce 2,9 km. Přistání bylo poměrně tvrdé (náraz 10 m/s), a proto se pro jeho ztlumení využíval vzduchový tlumicí vak vytvořený za pomocí tkaniny mezi tepelným štítem a dnem kabiny (nafukovaným krátce po otevření hlavního padáku).
Projektováním lodi se od roku 1958 zabýval konstrukční tým pod vedením Maxe Fageta. Vlastní výroba poté probíhala v McDonnell Aircraft Corporation v St. Louis ve státě Missouri. NASA zadala zakázku k výrobě 20 letových exemplářů lodi. Pět z nich nebylo použito při žádném z letů. Dvě bezpilotní lodě byly zničeny během letu. Jedna z lodí na konci pilotovaného letu skončila na dně oceánu (aby byla po 38 letech s velkou slávou nalezena a vyzdvižena). Část z vyrobených lodí byla podrobena pozdějším přestavbám a modifikacím, které především odstraňovaly technologické závady a nedostatky a umožňovaly delší pobyt lodí na oběžné dráze.

## Raketové nosiče
V rámci Programu Mercury byly použity pro testy a vynášení kosmických lodí z kosmodromu Cape Canaveral na Floridě tyto nosiče:
- Little Joe – 8 suborbitálních bezpilotních letů, 2 s opicemi. Testy záchranného systému.
- Redstone – 4 suborbitální bezpilotní lety, 1 se šimpanzem. 2 pilotované suborbitální.
- Atlas[1] – 4/2 suborbitální/orbitální bezpilotní lety, 1 orbitální se šimpanzem. 4 pilotované orbitální.

## Nepilotované lety

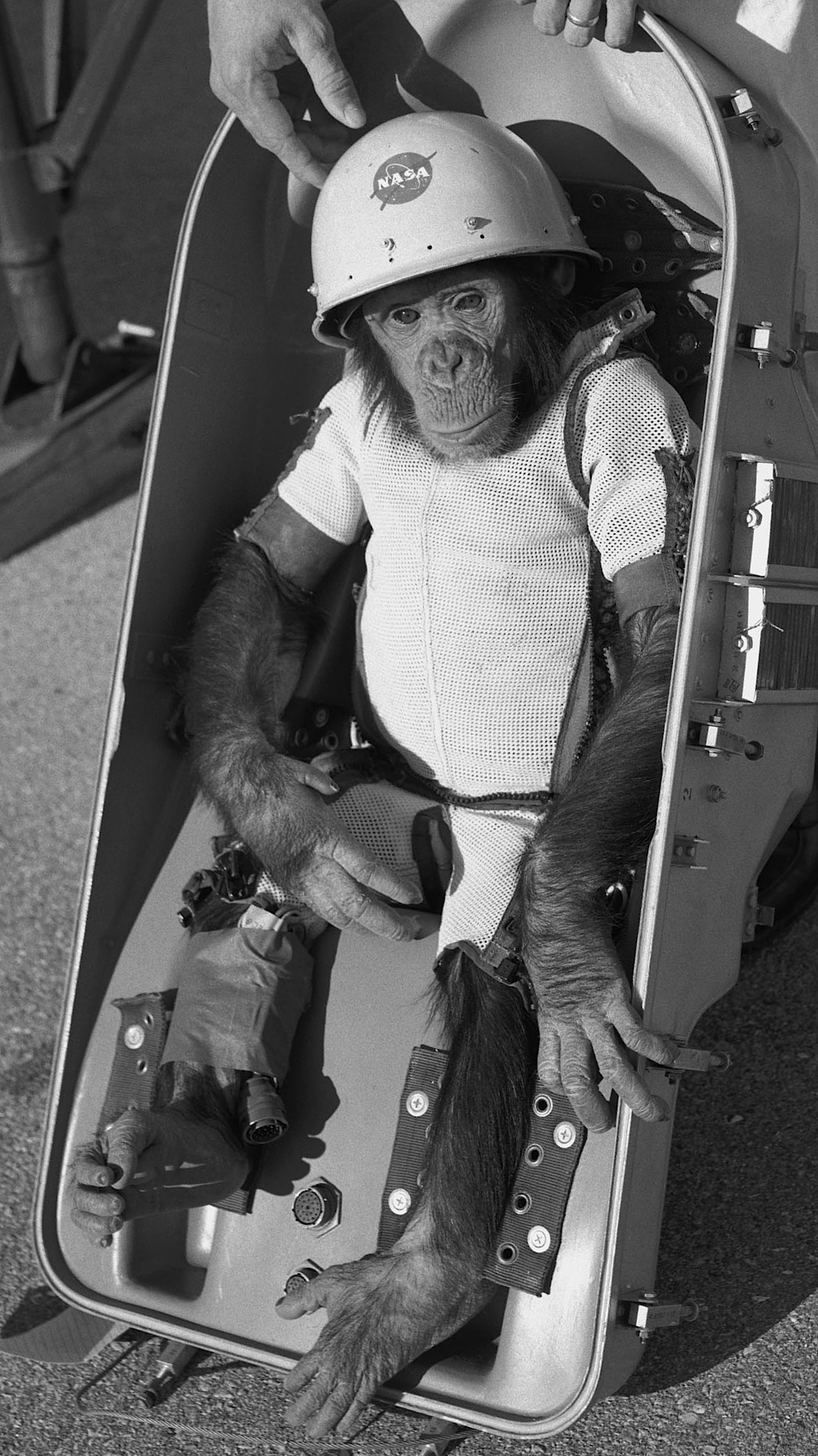
Šimpanz Ham po svém kosmickém letu 31. ledna 1961.

Vlastním pilotovaným letům předcházelo téměř 20 bezpilotních zkušebních letů jejichž úkolem bylo prověřit nově vyvinuté technologie první americké kosmické lodi. Většina z nich byla provedena jen na suborbitální dráze, ostatní byly orbitální. Zdaleka ne všechny z těchto letů byly úspěšné. Čtyř zkušebních letů se zúčastnili astronauti z řádu primátů, kteří absolvovali i pobyt v beztížném stavu.
| Jméno    | Druh                  | Datum letu        | Jméno lodi         | Charakteristika  |
| -------- | --------------------- | ----------------- | ------------------ | ---------------- |
| Sam      | Makak rhesus (samec)  | 4. prosinec 1959  | Little Joe 2       | výška 85 km      |
| Miss Sam | Makak rhesus (samice) | 21. leden 1960    | Little Joe 1B      | výška 15 km      |
| Ham      | Šimpanz (samec)       | 31. leden 1961    | Mercury-Redstone 2 | suborbitální let |
| Enos     | Šimpanz (samec)       | 29. listopad 1961 | Mercury-Atlas 5    | 2 oblety Země    |

## Pilotované lety

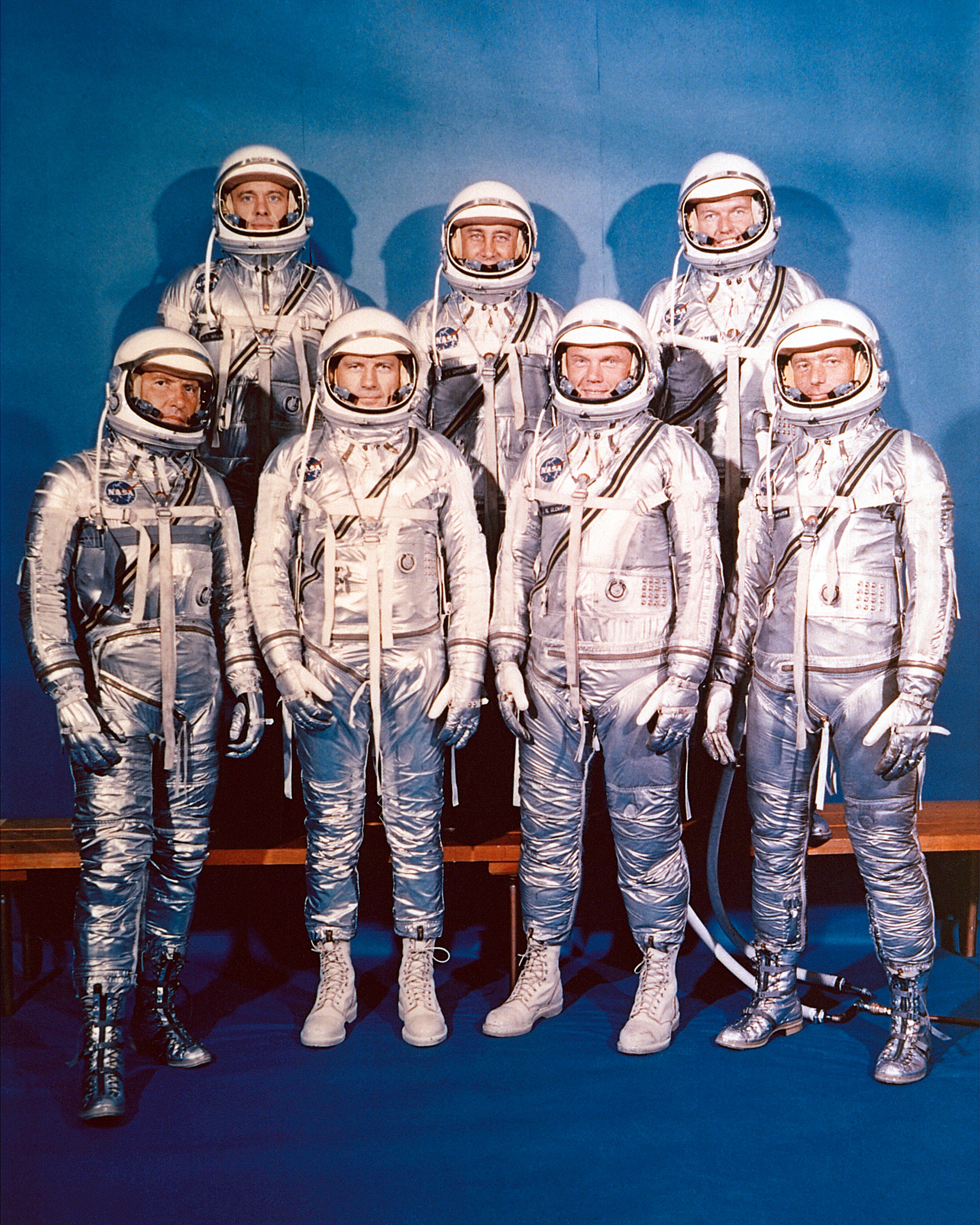
Astronauti Programu Mercury. Dolní řada zleva: Walter H. "Wally" Schirra, Jr., Donald K. "Deke" Slayton, John H. Glenn, Jr. a Scott Carpenter. Horní řada zleva: Alan B. Shepard, Jr., Virgil I. "Gus" Grissom a L. Gordon Cooper.

Výběr astronautů pro Program Mercury probíhal mezi vojenskými zkušebními piloty, protože se předpokládalo, že kosmický let a řízení budou nejvíce podobné ovládání bojového letounu.
Z prvotní skupiny 509 pilotů bylo po hrubším vytřídění vybráno 110 kandidátů budoucích letů. Po náročných testech pak zůstala skupina 7 pilotů, která byla v dubnu 1959 prohlášena za první skupinu astronautů NASA jež budou pilotovat kosmickou loď Mercury. Šesti z nim se to nakonec podařilo. Sedmý – Donald Slayton, byl pro zdravotní nezpůsobilost vyřazen (do kosmu se ale v roce 1975 přece jen podíval (program Sojuz-Apollo)).
| Astronaut       | Datum letu        | Délka letu | Nosná raketa | Jméno lodi                          | Charakteristika                                    |
| --------------- | ----------------- | ---------- | ------------ | ----------------------------------- | -------------------------------------------------- |
| Alan Shepard    | 5. květen 1961    | 15min 22s  | Redstone     | Mercury-Redstone 3 (Freedom 7)      | První Američan ve vesmíru, suborbitální let.       |
| Virgil Grissom  | 21. červenec 1961 | 15min 37s  | Redstone     | Mercury-Redstone 4 (Liberty Bell 7) | Druhý suborbitální let, potopení lodi po přistání. |
| John Glenn      | 20. únor 1962     | 4h 55min   | Atlas        | Mercury-Atlas 6 (Friendship 7)      | První americký orbitální let.                      |
| Scott Carpenter | 24. květen 1962   | 4h 56min   | Atlas        | Mercury-Atlas 7 (Aurora 7)          | První ručně řízené přistání.                       |
| Wally Schirra   | 3. říjen 1962     | 9h 13min   | Atlas        | Mercury-Atlas 8 (Sigma 7)           | První bezproblémový let Mercury.                   |
| Gordon Cooper   | 15. květen 1963   | 34h 20min  | Atlas        | Mercury-Atlas 9 (Faith 7)           | Poslední a nejdelší let programu.                  |